# Can Coromines (el Brull)
Can Coromines és una masia del Brull (Osona) protegida com a Bé Cultural d'Interès Local.

## Descripció
Masia formada a partir d'un cos inicial de planta quadrada al qual se li han afegit dos cossos a la part de ponent. El cos principal consta de planta baixa i un pis amb golfes, i presenta una teulada de teula àrab de dues vessants. Té la façana principal orientada cap al sud, i s'hi accedeix a través d'una era enllosada i delimitada per un mur de contenció. Els materials constructius són la pedra i la teula. Cal destacar la llinda de la porta principal, bellament decorada, i un rellotge de sol que es troba a l'altura del primer pis. La seva estructura interior ha estat adaptada a les necessitats de segona residència.

## Història
Tenim constància documental del mas Coromines d'ençà de la baixa edat mitjana. Malgrat tot, l'edifici actual data de les darreries del segle xviii, segons es desprèn d'una de les llindes de la façana principal (1796). Darrerament ha estat restaurada totalment, esdevenint una segona residència. La restauració ha afectat a la coberta i al seu interior. També són de nova construcció la pràctica totalitat de les llindes de pedra de les diverses finestres. El seu estat de conservació actual és òptim.